# Estratonice (hija de Partaón)
En la mitología griega, Estratonice (Στρατoνίκη, «victoria del ejército») es una de las tres Partaónides, hijas de Partaón y Laótoe. Otra versión la hace hija de Pleurón. Sus hermanas eran Euritemiste y Estérope y las tres moraban errantes por los campos de Pleurón como si se tratasen de ninfas. Apolo raptó a Estratonice y se la dio a su hijo Melaneo para que se desposara con ella. Melaneo había sido alumbrado por una venerable ninfa del monte Eta: Prónoe. Estratonice y Melaneo fueron los padres de Éurito, que fue rey de Ecalia.